# Гриневич Феодосій Борисович
Гриневич Феодосій Борисович (н. 1.11.1922, с. Ріпна, тепер Волочиського району Хмельницької обл. — 24.06.2015) — український радянський вчений у галузі електричних вимірювань, доктор технічних наук — 1964, 1967 — професор, член-кореспондент АН УРСР (з 1973), академік НАН України (1979), почесний академік міжнародної інженерної академії.

## Життєпис
Трудовий шлях починав учителем у сільській школі в Хмельницькій області. Учасник Другої світової війни, закінчив в Берліні.
Закінчив (1953) Львівський політехнічний інститут. Працював в Інституті машинознавства й автоматики (тепер Фізико-механічний інститут) АН УРСР, з 1958 — в Інституті автоматики й електрометрії Сибірського відділення АН СРСР.
З 1966 року працював в Інституті електродинаміки АН УРСР. Протягом 41 року очолював відділ електричних і магнітних вимірювань.
Створив теорію й нові методи побудови автоматичних високоточних дискретних і аналогових приладів і систем для вимірювання комплексних електричних величин. Нагороджений орденом Червоної Зірки, медалями. Державна премія СРСР, 1976.
Як педагог підготував 7 докторів та понад 35 кандидатів наук.
В науковому доробку:
- близько 400 наукових праць, з них понад 200 наукових статей,
- 12 монографій,
- 175 авторських свідоцтв та патентів.